# Jeu, set et match !
Pour le film d'Ida Lupino, voir Jeu, set et match (film).
Jeu, set et match ! (エースをねらえ!, Ēsu o Nerae!, « Joue le coup gagnant ! ») est un shōjo manga de Sumika Yamamoto, publié pour la première fois au Japon en 1972 dans la revue Margaret. En dix-huit volumes, il relate les péripéties sportives et les amours contrariées d'une jeune lycéenne, graine de championne de tennis.
Succès populaire, le manga fait l'objet, l'année suivante, d'une adaptation en anime par la Tokyo Movie Shinsha, en collaboration avec le studio Madhouse qui signait là sa première réalisation significative. Une nouvelle série animée en 1978 et un film en 1979 reprendront l'histoire du manga depuis le début tout en allant plus loin que l'anime de 1973. En revanche, les deux séries d'OAV sorties en 1988-1989 mettront en scène la partie du manga qui demeurait inédite en animation.
Diffusé pour la première fois en France en décembre 1988, sur TF1 dans le Club Dorothée, la première série animée de 1973 est également distribuée en Italie (Jenny la tennista) ou en Espagne (Raqueta de oro). Le générique français est chanté par Bernard Minet.
Jeu, set et match ! est décliné en jeu vidéo en décembre 1993 pour la console Super Famicom (sous le titre Ace o Nerae!). En 2004, TV Asahi le diffuse en drama, avec Aya Ueto dans le rôle principal.

## Synopsis
Héléna Orval (Hiromi Oka) est une timide adolescente passionnée de tennis. Dès son arrivée au club du collège Fontenelle, elle tombe en admiration devant Reine Radiguet (Reika Ryūzaki), surnommée « Miss Papillon » pour la grâce de son jeu.
Titularisée par le redoutable entraîneur Jean Mallet (Jin Munakata), sa soudaine arrivée attise rapidement la jalousie des autres joueuses, en particulier de Karine Taverny (Kyōko Otowa) dont elle a pris la place. Elle se trouve plus tard aux prises avec Ronda de Maliéné (Ranko Midorikawa) et son « service de tornade ».
Bientôt, elle s'éprend du séduisant Philippe Todoh (Takayuki Tōdō), le meilleur joueur du club masculin. Contrainte par Mallet à renoncer à son amour pour mieux se consacrer à sa carrière, Héléna finit par intégrer l'équipe nationale, à l'issue d'un match douloureux qui la voit battre Reine, sa grande rivale devenue amie.

## Anime

### Personnages
Hiromi Oka (岡ひろみ, Oka Hiromi)/Héléna Orval (VF)
15 ans, en seconde au collège Fontenelle (県立西高校, Kenritsu Nishi Kōkō, « lycée public Nishi »)
Reika Ryūzaki (竜崎麗香, Ryūzaki Reika)/Reine Radiguet (VF)
En première, surnommée en VF « Miss Papillon » (お蝶夫人, Ochōfujin, « Mademoiselle Butterfly »)
Miho Hoshino (星野美保, Hoshino Miho)/Michèle Herman (VF)
En terminale, capitaine du club de tennis féminin
Mariko Miya (宮真里子, Miya Mariko)/Marie Mounier (VF)
En première
Aoi Wakatsuki (若月葵, Wakatsuki Aoi)/Andrée Vacalier (VF)
En première
Kyōko Otowa (音羽京子, Otowa Kyōko)/Karine Taverny (VF)
En première
Maki Aikawa (愛川マキ, Aikawa Maki)/Sophie Aretti (VF)
En seconde
Takayuki Tōdō (藤堂貴之, Tōdō Takayuki)/Philippe Todoh (VF)
Yū Ozaki (尾崎勇, Ozaki Yū)/François Fournier (VF)
Capitaine du club de tennis masculin
Jin Munakata (宗方仁, Munakata Jin)/Jean Mallet (VF)
Surnommé en VF « Mallet le Maléfique » (鬼コーチ, Oni Kōchi, « entraîneur démoniaque »)
Chiba (千葉)/André (VF)
Membre du journal du lycée, surnommé « Dédé » en VF (千葉ちゃん, Chiba-chan)
Ranko Midorikawa (緑川蘭子, Midorikawa Ranko)/Ronda de Maliéné (VF)
Au CES Émile Zola (加賀高校, Kaga Kōkō, « lycée Kaga »), elle est surnommée en VF « la Tornade » (お蘭, Oran, traduisible par « la grande Ran »), et frappe le redoutable « Dangan Serve » (弾丸サーブ, Dangan Sābu, « service coup de feu » à rapprocher du « Cannonball Serve » ancien nom en anglais pour le service à plat)
Agatha
Au collège Jean Mermoz (青葉高校, Aoba Kōkō, « lycée Aoba »), adversaire d'Héléna au tournoi par équipes du district
Suzuki (鈴木)
Au collège Bergson (北高校, Kita Kōkō, « lycée Kita »), adversaire d'Héléna au tournoi par équipes du district
Aya Hyūga (日向綾, Hyūga Aya)/Anna Blum (VF)
Capitaine du collège Ronsard (南星高校, Nansei Kōkō, « lycée Nansei »), adversaire d'Héléna au tournoi par équipes du département, elle imprime un important effet lifté dans ses frappes (スピンドライブ, Supin Doraibu, « Spin Drive ») comme au service (スピンサーブ, Supin Sābu, « Spin Serve »)
Iizuka (飯塚)/Kelly Isserman (VF)
Représentante de la capitale (昭和高校, Shōwa Kōkō, « lycée Shōwa »), adversaire d'Héléna et Reine au tournoi de doubles de la région, elle frappe le déroutant « service ouragan » (竜巻サーブ, Tatsumaki Sābu, « Tatsumaki Serve »), version exagérée du service kické (ツイスト・サーブ, Tsuisuto Sābu, « Twist Serve »), et sa variante le « smash ouragan » (竜巻スマッシュ, Tatsumaki Sumasshu, « Tatsumaki Smash »)
Kihara (木原)/Magalie Kessel (VF)
La partenaire gauchère de Kelly ; ensemble elles emploient la tactique de « l'attaque concentrée » (集中攻撃, Shūchūkōgeki) sur Héléna
Igarashi (五十嵐)/Hindengang (VF)
L'entraîneur de Kelly et Magalie, ancien rival de Mallet (VF)
Yumi Kawamura (川村由美, Kawamura Yumi)/Véronique de La Bath (VF)
Au collège Sainte-Jeanne du Donjon (大原高校, Ōhara Kōkō, « lycée Ōhara »), adversaire d'Héléna et Reine au tournoi de doubles de la région
Okazaki (岡崎)
La partenaire de Véronique
Tsuji (辻)/Jeanne Palais (VF)
Au collège Descartes (若竹高校, Wakatake Kōkō, « lycée Wakatake »), adversaire d'Héléna et Reine au tournoi de doubles de la région, elle possède un « smash meurtrier » (殺人スマッシュ, Satsujin Sumasshu, « Satsujin Smash »)
Satō (佐藤)/Sandrine Biau (VF)
La partenaire de Jeanne
Sachiko Nakada (中田幸子, Nakada Sachiko)/Sabine Nicolas (VF)
Au collège Madame de Sévigné (富士学園, Fuji Gakuen, « académie Fuji »), adversaire d'Héléna au camp d'entraînement pour la sélection
Toshio Kimura (木村俊雄, Kimura Toshio)/Gilles Kaldec (VF)
L'adversaire masculin d'Héléna au camp d'entraînement pour la sélection
Sabu-chan (サブちゃん)/Léon (VF)
Le tenancier du restaurant de hamburger
Goemon (ゴエモン)/Réglisse (VF)
Le chat d'Héléna

### Liste des épisodes
1. Miss Papillon
2. Jalousies
3. Un bien triste tournoi
4. Le défi de Karine
5. Sus au démon
6. Demi-finale
7. La tornade du service
8. Chantage
9. Héléna contre Papillon
10. La démission
11. Un adversaire de choc
12. Un papillon dans la tornade
13. La punition de Karine
14. L'entraînement a du bon
15. Double messieurs
16. Rivale ou partenaire
17. Le terrible twist service
18. Deux inconnues
19. Les dessous d'une victoire
20. C'est l'aube
21. La rage de vaincre
22. Adieu au club
23. L'impitoyable sélection
24. Le choix d'Héléna
25. Mixité
26. Le dernier match

## Adaptations
La série est adaptée en jeu vidéo en 1993 sur Super Nintendo, et en drama par la chaine TV Asahi en 2004.